# 垣姓
垣姓是一个中國罕见的姓氏。先祖是汉朝西河太守垣恭。汉唐之际，有略阳垣氏。

## 略阳垣氏
南燕慕容德吏部尚书垣敞，略阳桓道（今陕西南郑）人，409年，东晋刘裕北伐时，包围广固（在今青州市），垣敞与子垣遵、垣苗逾城归降晋军，遵、苗并以为太尉行参军。宋文帝元嘉中，敞拜龙骧将军，遵为员外散骑常侍，苗屯骑校尉。垣敞子孙归晋后居于下邳（在今江苏省睢宁县古邳镇）。
- 垣敞
  - 垣遵
    - 垣阆，垣遵之子。官兖州刺史。
    - 垣闳，字叔通，垣遵之子。官交州、司州、益州刺史，人称“被赕刺史”。
    - 垣阅，垣遵之子。官九真郡太守。
      - 垣昙深，垣阅之子。官羽林监。

  - 垣苗
    - 垣护之，垣苗之子。南朝宋益阳壮侯。
      - 垣承祖，垣护之长子。
        - 垣显宗，垣承祖之子。

      - 垣崇祖，垣护之次子，南朝齐五兵尚书。
        - 垣惠隆，垣崇祖之子。

      - 垣袭祖，垣护之之子，淮阳太守。

    - 垣询之，垣苗之子。积射将军，赠冀州刺史。
      - 垣恭祖，垣询之之子。

    - 垣谅之，垣苗之子。北中郎府参军。
      - 垣荣祖，垣谅之之子，乐安县子。

## 延伸阅读
[在维基数据编辑]
 《欽定古今圖書集成·明倫彙編·氏族典·垣姓部》，出自陈梦雷《古今圖書集成》